# 1 Brygada Jazdy
1 Brygada Jazdy (1 BJ) – wielka jednostka jazdy Wojska Polskiego II RP.

## Formowanie i walki
W lutym 1919 Naczelne Dowództwo Wojska Polskiego podjęło decyzję o tworzeniu związków taktycznych kawalerii. Jako pierwsza, w ramach grupy „Bug” gen.
Jana Romera, utworzona została 1 Brygada Jazdy ppłk. Beliny-Prażmowskiego.
W maju 1919 Ministerstwo Spraw Wojskowych w porozumieniu z Naczelnym Dowództwem Wojska Polskiego zaplanowało sformowanie pięciu brygad jazdy o jednolitej organizacji, w tym 1 Brygadę Jazdy w składzie 1 pszwol., 7., i 11 pułk ułanów oraz 1 dywizjon artylerii konnej.
W początkowym okresie walczyła w składzie: 1 puł (późniejszy 1 pszw.), 3 puł (późniejszy 7 puł), 4 puł (późniejszy 11 puł). Jej pułki wywodziły swój rodowód z 1 pułku ułanów Legionów Polskich. W jej składzie walczyły również 17 i 6 puł.
W związku z zagrożeniem, jakie na froncie ukraińskim stanowiła konnica Budionnego, 2 lipca 1920 utworzono dwudywizyjną Grupę Operacyjną Jazdy gen. Jana Sawickiego. Tworzyła ją między innymi 2 Dywizja Jazdy płk. Władysława Okrzy-Orzechowskiego w składzie 1. i 7 Brygady Jazdy.
W rejonie Zamościa powstawały nowe jednostki. Nową 1 Brygadą Jazdy miał dowodzić płk Janusz Głuchowski. Grupa Operacyjna została rozwiązana rozkazem dowództwa Frontu Południowo-Wschodniego nr 9 z 4 sierpnia 1920.
Jako że Grupa powstawała na zapleczu, a w rejon formowania przybywały jednostki kawaleryjskie, na froncie pozostawały poważnie osłabione brygady jazdy znajdujące się w podległości 2 Armii. Zostały one czasowo przekształcone w grupy jazdy. Dawna 1 Brygada Jazdy w składzie 1 pułk szwoleżerów i 7 pułk ułanów (łącznie w stanie bojowym 8 szwadronów liniowych, 32 oficerów, 660 szabel, 17 km i 12 dział) przekształciła się w grupę rtm. Jana Głogowskiego.
Brygada działała początkowo w składzie mieszanej grupy operacyjnej. Następnie weszła w skład 2 Dywizji Jazdy, a od 14 sierpnia 1920 roku wchodziła w skład 1 DJ.
Od 22 sierpnia 1920 roku działała samodzielnie na korzyść 6 Armii. W październiku 1920 roku obsadziła linię demarkacyjną od Wołoczysk do granicy z Rumunią.
W maju 1921 roku, na bazie wojennej 1 Brygady Jazdy w DOK VI, sformowana została VI Brygada Jazdy z miejscem postoju dowództwa we Lwowie.

### Mapy walk brygady

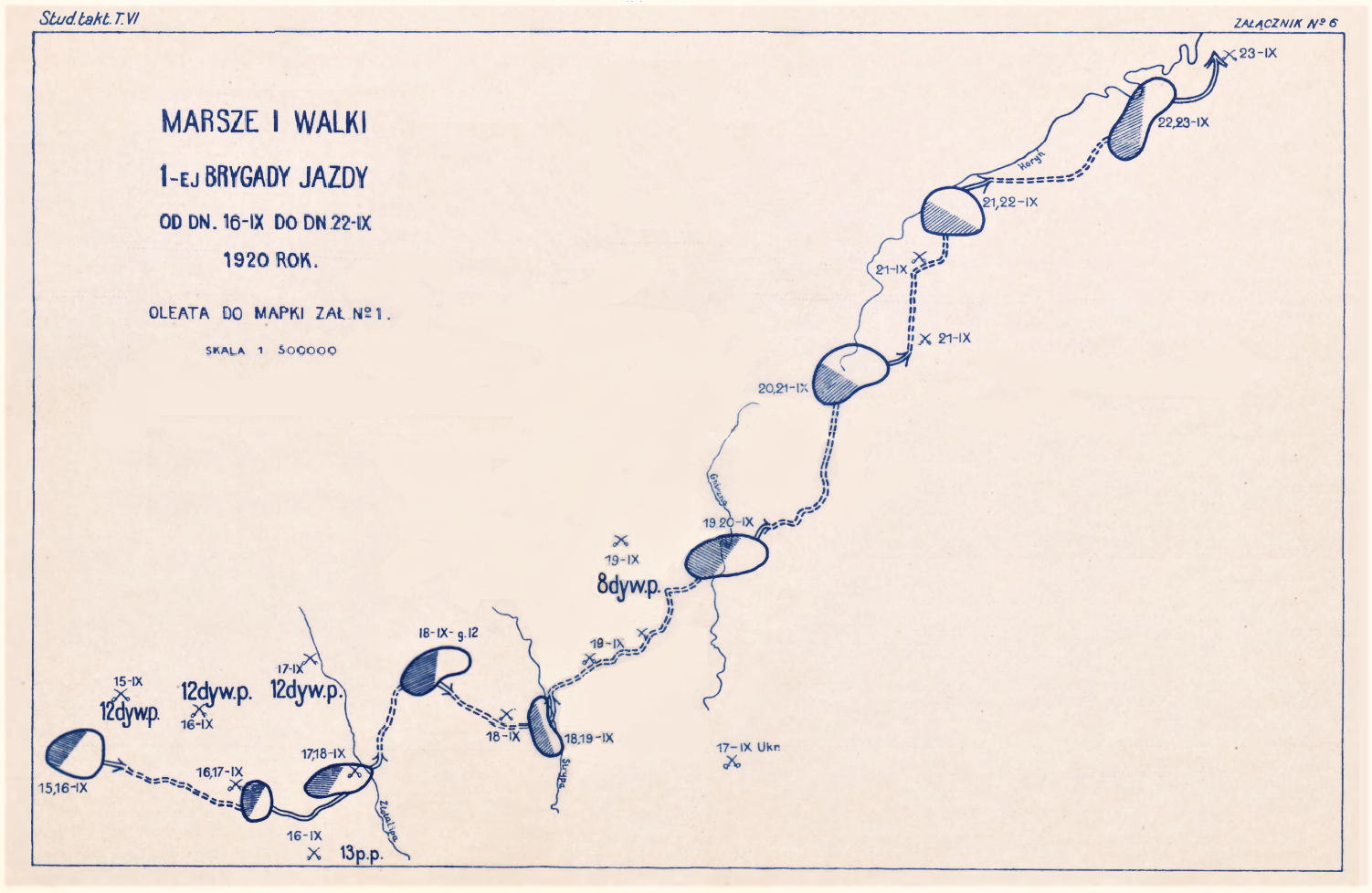
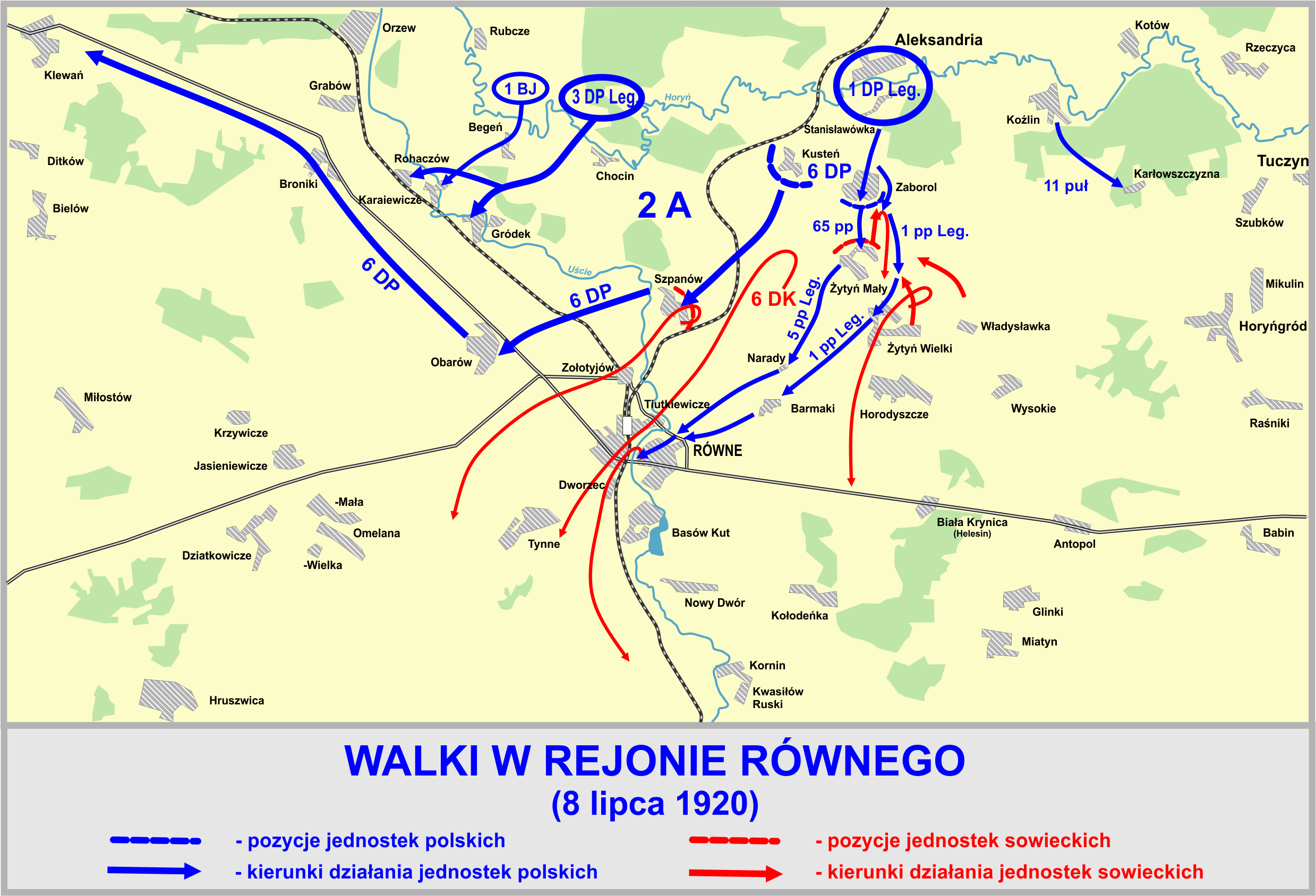
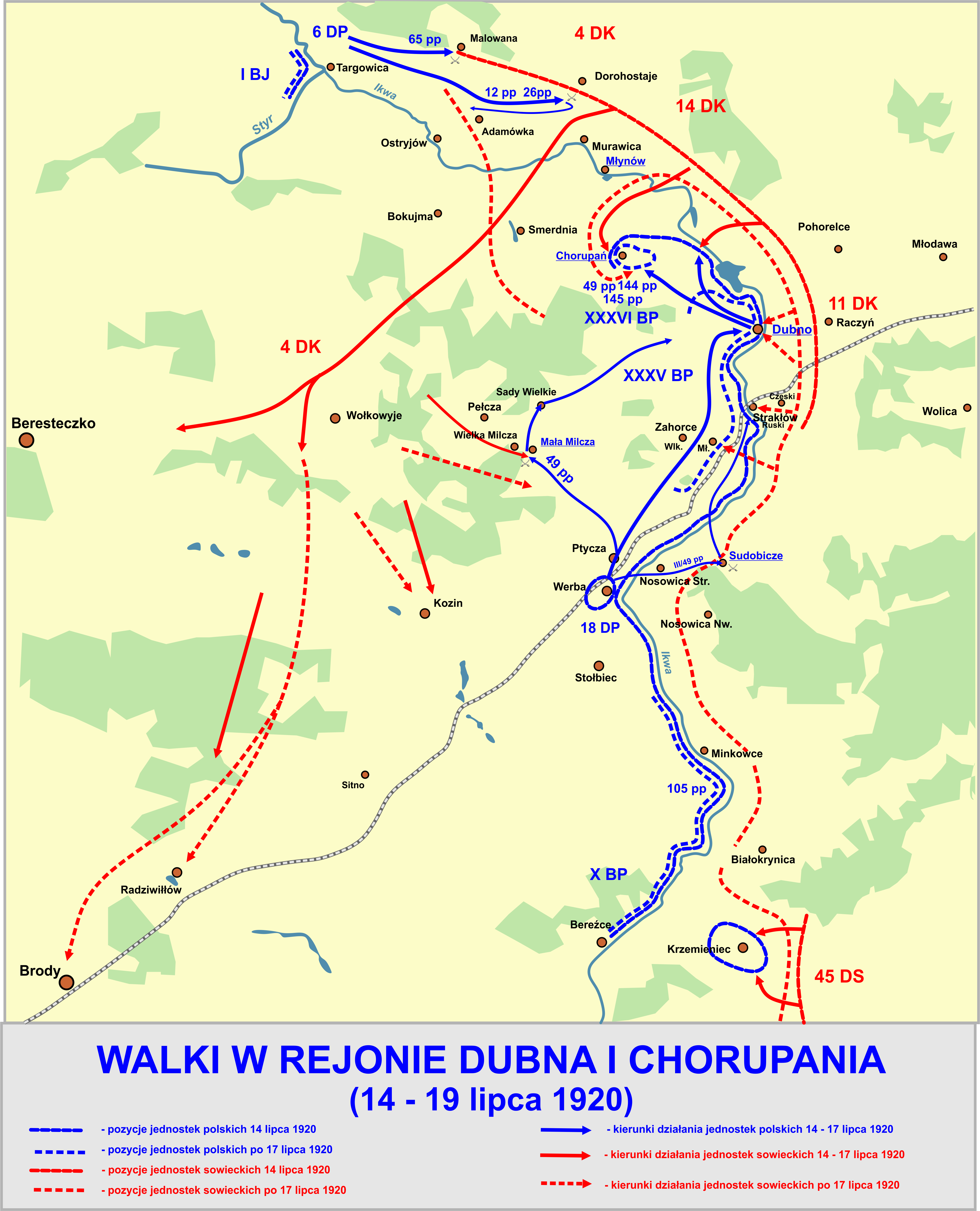
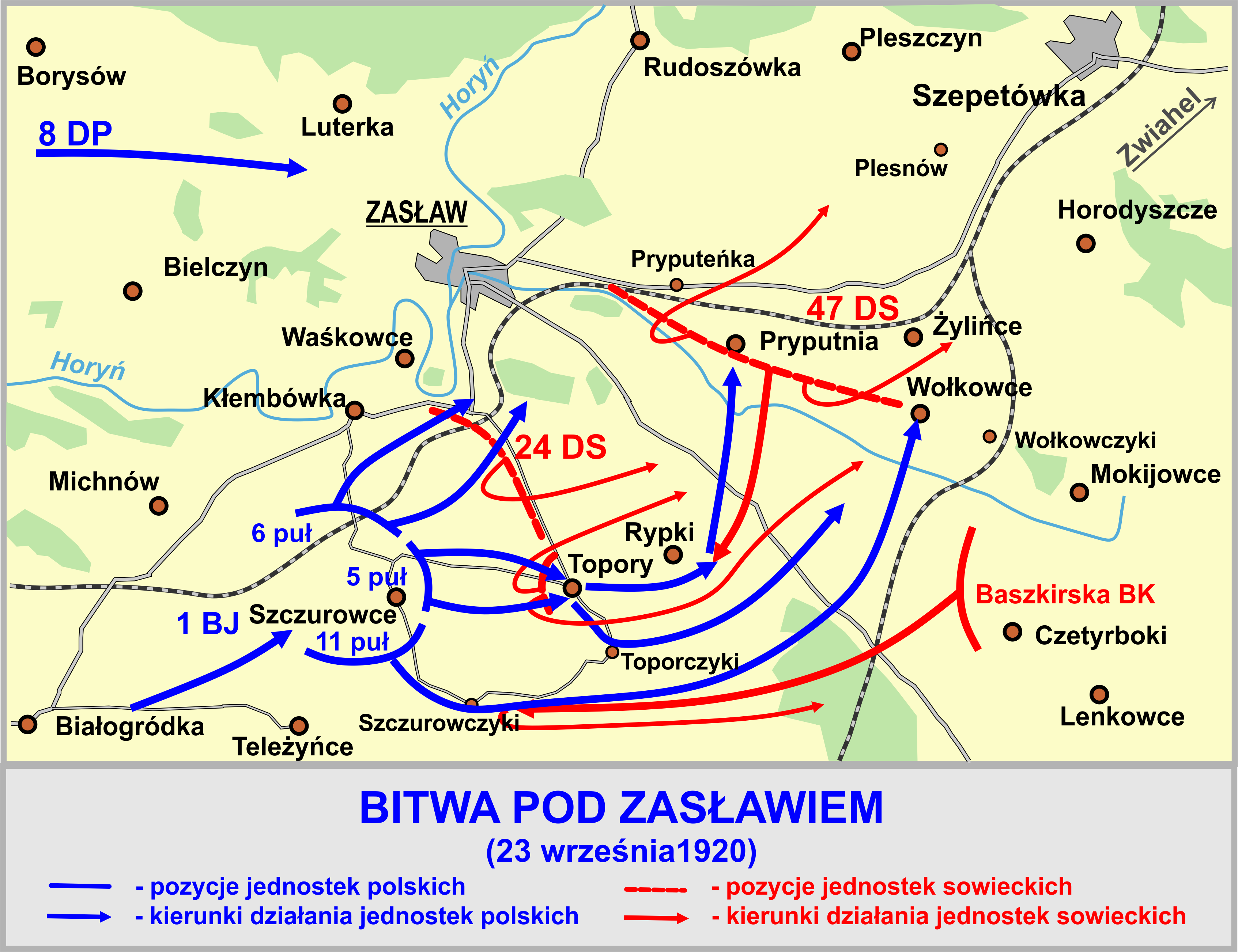

## Skład 1 Brygady Jazdy

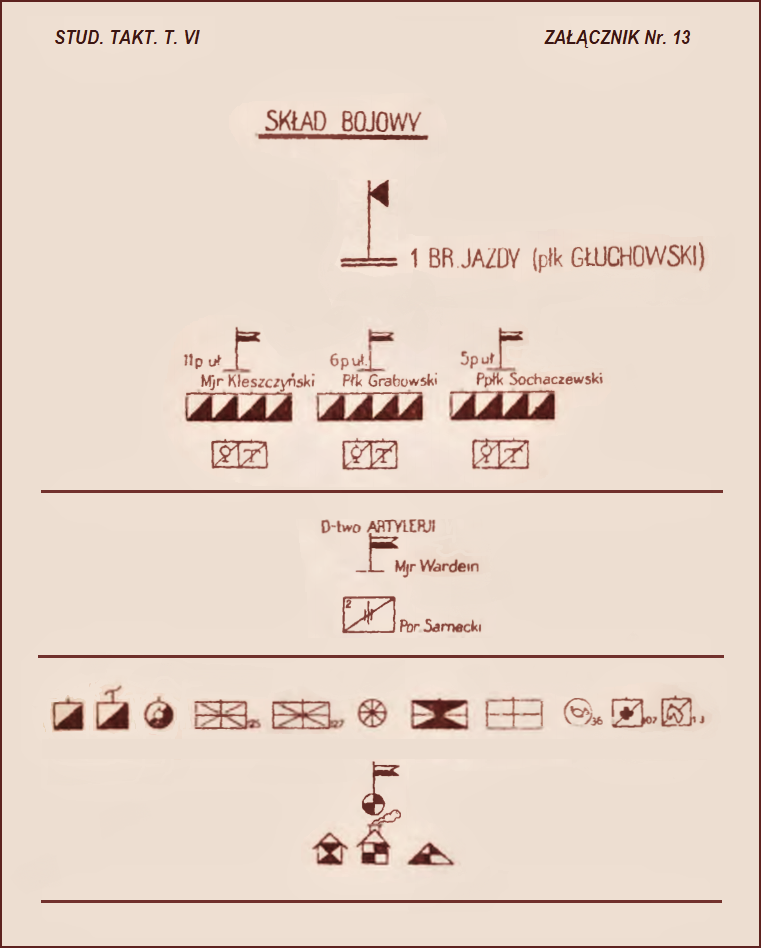
Struktura organizacyjna brygady w czasie bitwy pod Zasławiem

| V 1919        | 11 VII 1920    | 19 VII 1920        | 31 VII 1920        | X 1920         |
| ------------- | -------------- | ------------------ | ------------------ | -------------- |
| 1 p szwol.    | 5 pułk ułanów  | 1 pułk szwoleżerów | 2 pułk szwoleżerów | 6 pułk ułanów  |
| 7 pułk ułanów | 7 pułk ułanów  | 7 pułk ułanów      | 5 pułk ułanów      | 5 pułk ułanów  |
| 11 p.uł.      | 13 pułk ułanów |                    | 17 pułk ułanów     | 11 pułk ułanów |
| 1 dak         |                |                    |                    |                |

## Kadra
dowódcy brygady
- ppłk Władysław Belina-Prażmowski (II 1919-)
- płk Janusz Głuchowski (VIII i IX 1920)[13]

szef sztabu - rtm. Roland Bogusz (od 15 IX 1919)
| Obsada personalna dowództwa brygady w okresie VIII–X 1920 | Obsada personalna dowództwa brygady w okresie VIII–X 1920 |
| Stanowisko                                                | Stopień, imię i nazwisko                                  |
| --------------------------------------------------------- | --------------------------------------------------------- |
| Dowódca                                                   | płk Janusz Głuchowski                                     |
| I oficer sztabu                                           | por. Stanisław Stetkiewicz                                |
| Oficer informacyjny (szef oddziału III)                   | por. Franciszek Stachowicz                                |
| Oficer operacyjny                                         | por. Stefan Sroczyński                                    |
| Adiutant I BJ (szef oddziału I)                           | ppor. Kazimierz Jurgielewicz                              |
| Szef oddziału V                                           | ppor. Tadeusz Langer                                      |
| Oficer ordynansowy                                        | por. Leon Suchorzewski                                    |
| Referent broni                                            | ppor. Edward Metzger                                      |
| Referent artylerii                                        | ppor. Henryk Kaftański                                    |
| Szef sanitarny                                            | kpt. lek. Jan Bauer                                       |
| Szef sanitarny                                            | kpt. lek. Edward Wertheim (do 19 IX)                      |
| Szef sanitarny                                            | kpt. lek. Eugeniusz Pawlas                                |
| Lekarz                                                    | kpt. lek. Jan Kamiński                                    |
| Szef weterynarii                                          | mjr lek. wet. Zdzisław Krzymuski                          |
| Lekarz wet.                                               | rtm. lek. wet. Edward Klasiński                           |
| Dowódca plutonu telefonicznego                            | ppor. Stefan Śliwiński                                    |
| Oficer dowództwa                                          | rtm. Leonard Michalski                                    |
| Oficer dowództwa                                          | rtm. Kazimierz Rost                                       |
| Oficer dowództwa                                          | urz. wojsk. Kazimierz Wyszyński                           |
| Oficer dowództwa                                          | pchor. Janusz Mieszkowski                                 |
| Oficer dowództwa                                          | pchor. Tadeusz Rzewuski                                   |
| Oficer dowództwa                                          | pchor. Stanisław Zawicki                                  |